# Kastell Sânnicolau Mare

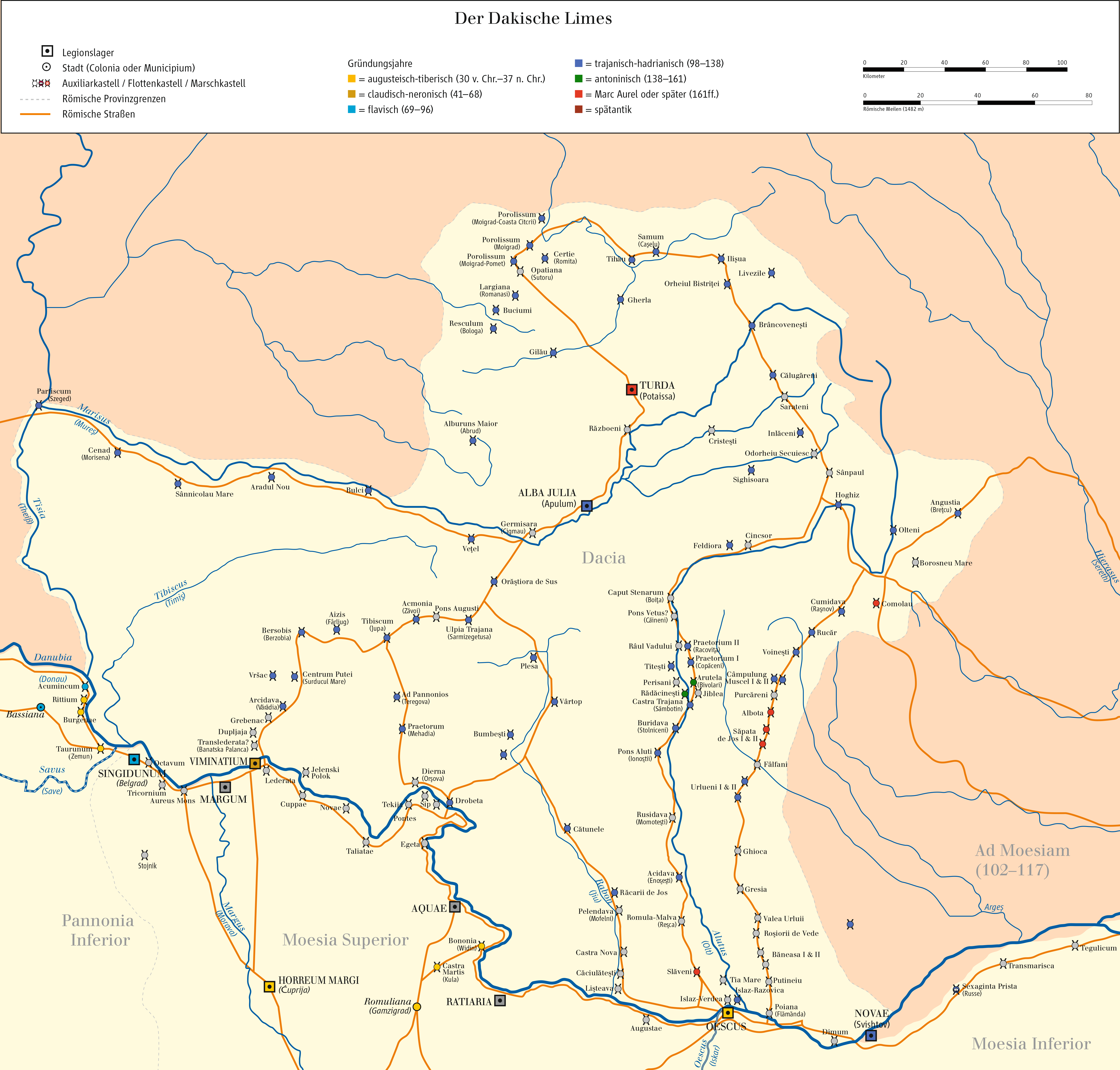
Karte

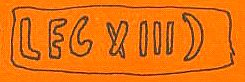
Ziegelstempel der Legio XIII Gemina, gefunden in Aradul Nou

Das so genannte Kastell Sânnicolau Mare ist ein vermutetes römisches Hilfstruppenlager und wäre, falls sich seine Existenz bestätigen sollte, Bestandteil der Außenlinie in der westlichen Festungskette des dakischen Limes. Es wurde auf dem Gemeindegebiet der Stadt Sânnicolau Mare (Groß-Sankt Nikolaus), Kreis Timiș, Region Banat in Rumänien postuliert. Nach jüngeren Forschungen wurde seine Existenz – basierend auf den bisherigen Erkenntnissen – jedoch in Frage gestellt.

## Lage
Die Grenzstadt Sânnicolau Mare liegt im äußersten Westen des heutigen Rumänien, circa 64 Kilometer nordwestlich von Temeswar, am Ufer der Aranca. Der vermutete Kastellstandort befindet sich wenig westlich des Ortslerns am linken Flussufer. Dieser Platz ist auch unter den Flurnamen Cărămidăria Veche (Alte Ziegelei) oder Sziget (Insel) bekannt. Im Gelände sind keinerlei Spuren einer römischen Befestigung zu erkennen.

## Kenntnisse und Standortproblematik

### Bisherige Erkenntnisse, Funde und Überlegungen
Im Laufe des zweiten Dakerkrieges (105–106 n. Chr.) okkupierte Trajan auch die Landstriche nördlich des Mureș (lat.: Marisus) und gliederte sie in die Provinz Dacia Superior ein. Es lag daher nahe, auf dem Gebiet der heutigen Stadt Sânnicolau Mare einen Stützpunkt zu vermuten, der zunächst wohl erst mal von einer Legionsvexillation belegt gewesen wäre. Aufgabe der in diesem Kastell stationierten Truppe wäre unter anderem die Überwachung und Sicherung der Straßenverbindung von Micia nach Partiscum gewesen, die am südlichen Ufer des Flusses Mureș in Richtung Nordwesten verlief.
Der hierfür angenommene Platz war jedoch bis zum Beginn des 21. Jahrhunderts zur Gänze unerforscht. Geborgen wurden nur Kleinfunde wie der Grabstein des Tubicen Aurelius Timon, der in der Legio XIII Geminagedient hatte, sowie einige Terra-Sigillata-Scherben, die aber aufgrund ihrer geringen Anzahl und Größe zeitlich nicht eingeordnet werden konnten. Münzfunde belegten einen kontinuierlichen Geldverkehr vom zweiten bis ins dritte Jahrhundert. In den 1990er Jahren konnten auch einige Gräber untersucht werden. Ziegelstempel der Legio XIII Gemina schienen zumindest die Identifizierung der Örtlichkeit als römische Militäranlage zu bestätigen.
Unter Voraussetzung ihrer Existenz wäre diese Befestigung im frühen zweiten Jahrhundert von einer Vexillation dieser Legion erbaut worden. Deren Ziegel wurden häufig am Unterlauf des Mureș gefunden, so beispielsweise in Bulci, Aradul Nou, Cladova, Periam und Szeged, ein Beleg dafür, dass die Römer dieses Gebiet schon seit dem Beginn ihrer Herrschaft in Dakien kontrolliert haben. Bis vor Kurzem hat man allerdings die meisten dieser römischen Befestigungen entweder überhaupt nicht oder nur unzureichend untersucht.

### Kritik
Nach jüngeren Forschungen (2004 bis 2007) sind die bisherigen Überlegungen zu einem möglichen Kastell – zumindest in dem vermuteten Standortbereich – in den 2011 veröffentlichten Untersuchungen vehement kritisiert und zurückgewiesen worden. Hintergrund der Untersuchungen war ein Programm des Kulturministeriums in Zusammenarbeit mit der nationalen Denkmalbehörde und dem Privatunternehmen ESRI mit dem Ziel, ein Geoinformationssystem (GIS) zum Schutz des nationalen Kulturerbes zu schaffen. Ein interdisziplinäres Team von Wissenschaftlern unter Federführung der West-Universität Temeswar nahm in der Folge eine topographische Neuaufnahme sowie geophysikalische Vermessung der Bodendenkmäler des Kreises Timiş vor und analysierte in diesem Zusammenhang auch die alten Funde sowie die vorliegenden Dokumentationen und bewertete sie neu.
Der Untersuchungsbericht stellt fest, dass es für den Raum Sânnicolau Mare keine dokumentierten archäologischen Befunde gibt, durch welche die Annahme einer römischen Befestigungsanlage gesichert sei oder auch nur mit einiger Berechtigung anzunehmen wäre. Er konstatiert darüber hinaus, dass die Herkunft der bisherigen römischen Funde weitestgehend ungeklärt und ebenfalls nicht dokumentiert sei. In dem Bericht wird vermutet, dass aufgrund dieses Fundmaterials fragwürdiger Herkunft in der älteren Literatur Theorien konstruiert worden wären, die keiner kritischen Überprüfung standhalten könnten, die von der jüngeren Literatur aber ohne kritische Reflexion übernommen worden seien. Der Untersuchungsbericht gelangt in seinem abschließenden Satz zu dem Resultat:

„În concluzie apreciem, pe baza informaţiilor acumulate, că „aşezarea“ romană de la Sânnicolau Mare nu există în realitate, iar menţinerea acestei poziţii în LMI Timiş nu se justifică.“

„Zusammenfassend wissen wir aufgrund der gesammelten Informationen, dass die römische „Siedlung“ von Sânnicolau Mare in der Realität nicht existiert und die Beibehaltung dieser Position im LMI Timiş nicht gerechtfertigt ist.“

Dieser Empfehlung von 2011 wurde jedoch von den Verantwortlichen der Lista Monumentelor Istorice bislang nicht entsprochen. Der Bereich ist nach wie vor als Bodendenkmal ausgewiesen (siehe weiter unten).

### Römische Verteidigungswälle
Im Gegensatz zu dem vermuteten Militärlager tatsächlich haptisch wie optisch greifbar ist ein kurz hinter dem östlichen Stadtrand beginnender, sich bis zur Ortschaft Igriș über eine Länge von rund zehn Kilometern hinziehender römischer Erdwall. Er ist in weiten Teilen durch Überpflügung in Mitleidenschaft gezogen und abschnittsweise völlig verflacht, erscheint aber in anderen Bereichen noch bis zu einer Höhe von einem halben bis zu einem ganzen Meter deutlich sichtbar im Gelände. Jedoch sind auch diese Abschnitte durch die intensive landwirtschaftliche Nutzung des Gebietes mittel- und langfristig bedroht.

## Fundverbleib und Denkmalschutz
Die Lesefunde, darunter die Ziegelstempel, befinden sich heute im Banater Museum (rumänisch Muzeul Banatului), Timișoara.
Die gesamte archäologische Stätte steht nach dem 2001 verabschiedeten Gesetz Nr. 422/2001 als historisches Denkmal unter Schutz und ist mit dem LMI-Code TM-I-s-B-06084 in der nationalen Liste der historischen Monumente (Lista Monumentelor Istorice) eingetragen. Der RAN-Code lautet 155537.16. Zuständig sind das Ministerium für Kultur und nationales Erbe (Ministerul Culturii şi Patrimoniului Naţional), insbesondere das Generaldirektorat für nationales Kulturerbe, die Abteilung für bildende Kunst sowie die Nationale Kommission für historische Denkmäler sowie weitere wichtige, dem Ministerium untergeordnete Institutionen. Ungenehmigte Ausgrabungen sowie die Ausfuhr von antiken Gegenständen sind in Rumänien verboten.